# Drapelul Uruguayului

Drapelul Uruguayului -- Proporțiile steagului - 2:3

Drapelul Uruguayului (Pabellón Nacional) are un câmp realizat din nouă dungi orizontale egale care alternează: alb și albastru. Colțul din stânga sus este alb și în el este plasat Soarele de mai, din care se extind 16 raze, alternând între raze triunghiulare și raze ondulate. Steagul a fost adoptat pentru prima dată prin lege la 16 decembrie 1828 și avea 19 dungi. Acest steag a fost în vigoare până la 11 iulie 1830, când o nouă lege a redus numărul de dungi la nouă. Steagul a fost proiectat de Joaquín Suárez.

## Simbolism și design
Dungile orizontale de pe drapel reprezintă cele nouă departamente originale din Uruguay. Primul drapel conceput în 1828 avea 9 dungi de culoare albastru deschis; acest număr a fost redus la 4 în 1830 înainte de proclamarea primei Constituții a țării. Soarele din mai reprezintă o nouă națiune în lume.

## Steaguri istorice
Acestea sunt steaguri recunoscute din motive istorice și sunt arborate împreună cu cel național pe clădiri guvernamentale: 

Drapelul lui Artigas
Drapelul Celor 33

Drapelul Cisplatinei sub ocupația braziliană între 1821 și 1825.

Drapelul lui Provinciei Orientale (1825-1828)
Drapelul Uruguayului (1828-1830)